# Medalha Leeuwenhoek

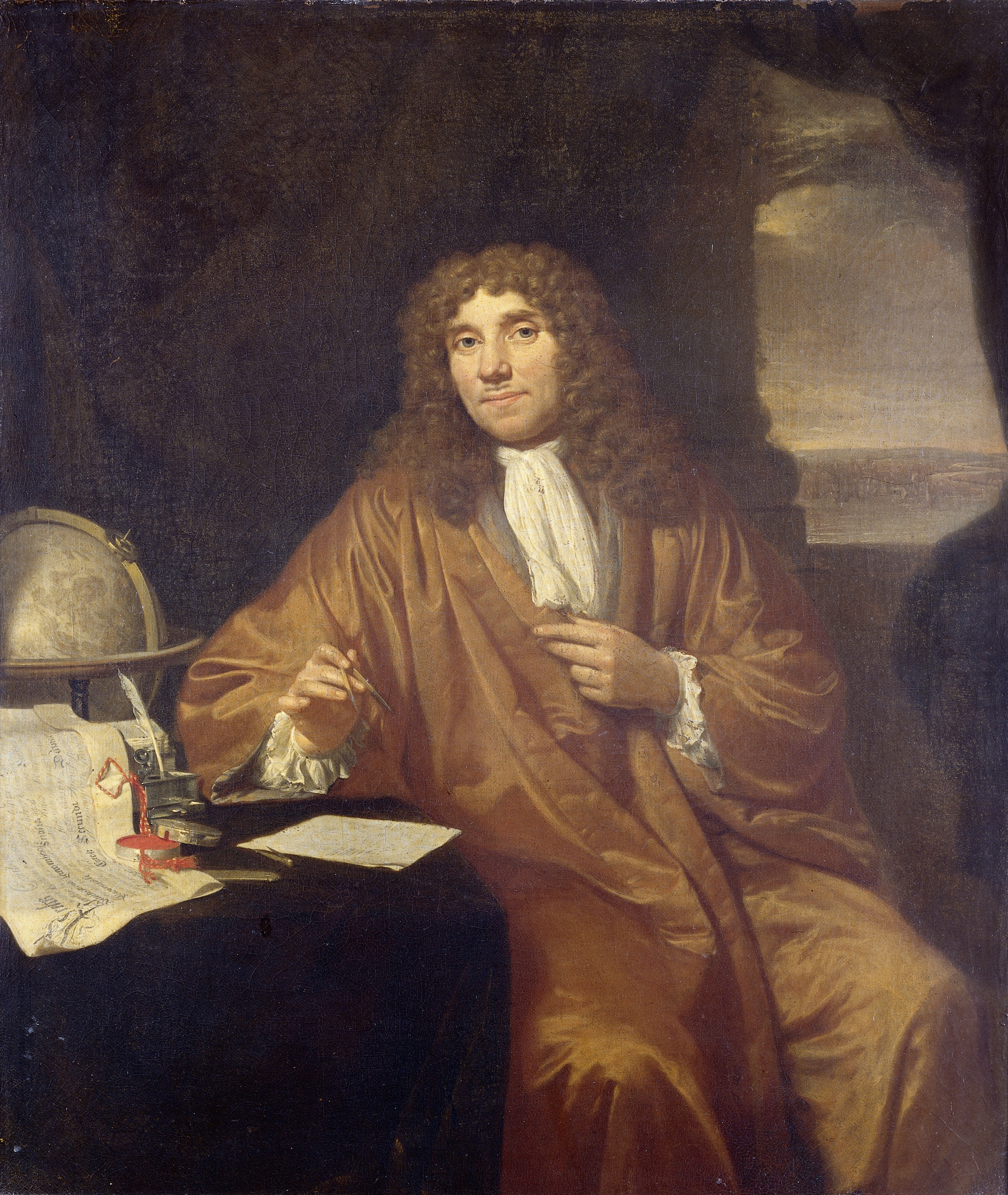
O pioneiro microscopista Anton van Leeuwenhoek, em cuja homenagem é concedida a medalha homônima.

A Medalha Leeuwenhoek, estabelecida em 1877 pela Academia Real das Artes e Ciências dos Países Baixos, em homenagem a Anton van Leeuwenhoek, é concedida aproximadamente a cada década ao pesquisador julgado como o que mais contribuiu para o avanço da microbiologia na década antecedente.
A partir de 2015, a Sociedade Real Neerlandesa de Microbiologia (KNVM) passou a conceder a Medalha Leeuwenhoek, selecionando Jillian Banfield como a primeira mulher a receber o prêmio em 2023.

## Agraciados
As seguintes pessoas receberam a medalha Leeuwenhoek:
- 1875 Christian Gottfried Ehrenberg,  Alemanha
- 1885 Ferdinand Julius Cohn,  Polónia
- 1895 Louis Pasteur,  França
- 1905 Martinus Beijerinck,  Países Baixos
- 1915 David Bruce,  Reino Unido
- 1925 Félix d'Herelle,  Egito
- 1935 Sergei Winogradsky,  França
- 1950 Selman Waksman,  Estados Unidos
- 1960 André Michel Lwoff,  França
- 1970 Cornelis Bernardus van Niel,  Estados Unidos
- 1981 Roger Yate Stanier,  França
- 1992 Carl Woese,  Estados Unidos
- 2003 Karl Stetter,  Alemanha
- 2015 Craig Venter,  Estados Unidos